# Paul Soldner
Paul Soldner (Summerfield (Illinois), 24 de abril de 1921-Claremont (California), 3 de enero de 2011). Fue un ceramista estadounidense, el cual sobresalió por experimentar con  la técnica japonesa del siglo XVI, conocida como Raku, introdujo nuevas técnicas de cocción y post-cocción.  Esta técnica es conocida como raku estadounidense u occidental, ya que hay diferencias notables con la técnica oriental, siendo la reducción la más sobresaliente de estas.

## Biografía
Sirvió como médico del ejército durante la Segunda Guerra Mundial. Comenzó a desarrollar una carrera profesional en el arte de la cerámica al regresar a los Estados Unidos. Obtuvo diplomas en educación artística y arte en el Bluffton College y en la Universidad de Colorado, luego concentró su atención en la cerámica, enfocándose  en la cerámica funcional.
En 1954, Soldner se convirtió en el primer alumno de Peter Voulkos en el recién creado departamento de cerámica del County Art Institute en Los Ángeles  (ahora el Otis College of Art and Design).  Mientras Soldner ayudaba a su maestro a elaborar el programa, hizo varios cambios a los equipos para cocer cerámica, incluyendo un tipo de cocción a la sal que cocía a baja  temperatura.  En 1955, fundó el Soldner Pottery Equipment para trabajar en el desarrollo de su equipo patentando siete accesorios para el equipo de cocción de la cerámica.
Después de su graduación en 1956, Soldner comenzó a dar clases en el Scripps College.
En la década de 1960 ayudó a fundar el Anderson Ranch Arts Center en Snowmass Colorado, también estuvo involucrado en los inicios del Consejo Nacional de Educación para las Artes en cerámica.
Soldner desarrolló un tipo de cocción a baja temperatura. Junto con Voulkos, a Soldner se le ha reconocido por la creación de la "Escuela de California" del arte de la cerámica" mediante la combinación de los materiales y la tecnología occidentales con técnicas y estética japonesas.
Mientras enseñaba en Scripps College, Soldner organizó el Scripps Ceramics Annual - una exposición de cerámica reconocida a nivel nacional. Además, como resultado de su larga amistad con los coleccionistas de cerámica Fred  y Marer María, Scripps recibió la extensa colección Marer de Cerámica Contemporánea. En 1990, Scripps recibió una beca de NEA para investigar y organizar una exposición  titulada "Paul Soldner: Un" Retrospectiva "con la que recorrió Estados Unidos.
Soldner se retiró de Scripps en 1991.
Soldner vivió y mantuvo sus estudios en Aspen, Colorado y Claremont, California.

## Artículos en línea
- Low-fired-salt-fuming by Paul Soldner, Ceramics Monthly, April 1995, 41-44.
- Without Laws, Ceramics Monthly, May 1992, pp. 30–31.
- American-Style Raku, Ceramic Review, volume 124, 1990, 8-11.
- Raku: A State of Happy Anticipation, Museum of Contemporary Crafts, New York, March-May 1964.
- Raku Pottery (Paul's raku recipe), Museum of Contemporary Crafts, New York, March-May 1964.
- The Raku Process, Museum of Contemporary Crafts, New York, March-May 1964.

## Premios
- Doctorados Honoris Causa en Bellas Artes de la Universidad Bluffton (OH) 2003[7] y Westminster College (PA).
- 2008 Galardonado con la Medalla de Oro Aileen Osborn Webb por el Consejo de Artesanía de Estados Unidos, Nueva York, NY.[8]

## Filmes y videos
- Paul Soldner:Playing with Fire, American Museum of Ceramic Art, Renegade Pictures, Santa Barbara, CA.[9]
- Paul Soldner, The Courage to Explore, SEMELKA and Kasper, Chapel Hill, NC.
- Paul Soldner:Thrown and Altered Clay, School Video, Chrystal Productions, Aspen, CO and Glenview, wIL.